# Carl Löwig

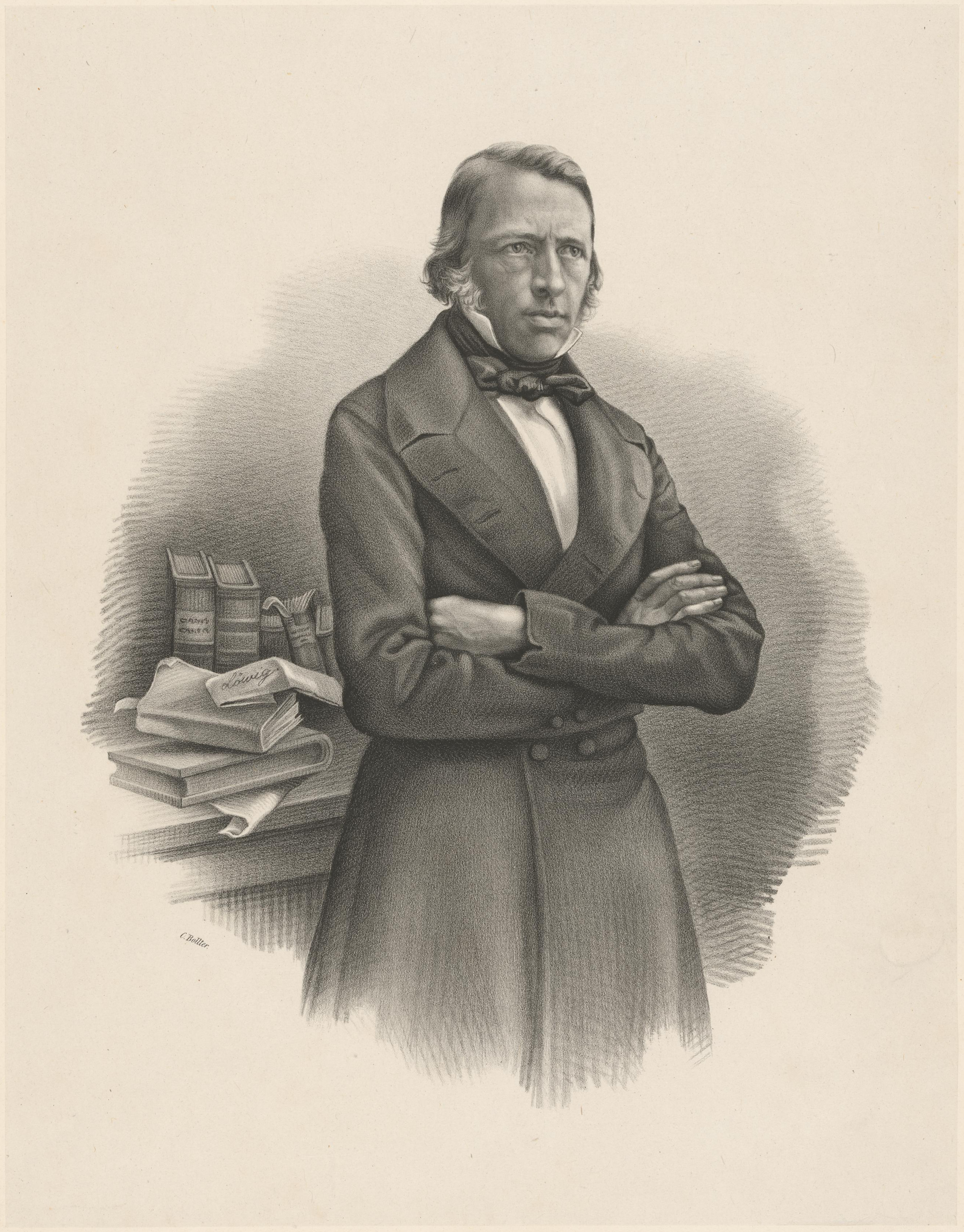
Carl Jacob Löwig, ca. 1850

Carl (Karl) Jacob Löwig (* 17. März 1803 in Kreuznach; † 27. März 1890 in Breslau) war ein deutscher Chemiker.

## Leben
Carl Löwig war akademischer Schüler von Leopold Gmelin. Er lehrte später Chemie als Professor an der Ruprecht-Karls-Universität Heidelberg und der Universität Zürich. 1853 folgte er Robert Wilhelm Bunsen als Lehrstuhlinhaber an der Königlichen Universität Breslau. 1856/57 war er dort Rektor, wie zuvor schon 1848/49 in Zürich.
Sein Arbeitsgebiet waren u. a. die Verbindungen des Broms, das er bereits vor 1825 durch Einleiten von Chlor in Kreuznacher Solewasser gewann. In dieser Zeit war er Verwalter der Schmedes’schen Apotheke in Kreuznach. Die erste Isolierung von Brom erfolgte 1826 durch Antoine-Jérôme Balard.
Sein großes Handbuch „Chemie der organischen Verbindungen“, erschienen 1839 bis 1840, war vor dem Erscheinen des „Beilstein“ das einzige in deutscher Sprache vorhandene Handbuch der organischen Chemie. Seine Schüler waren u. a. Hans Heinrich Landolt, Matthias Eduard Schweizer und Salomon Weidmann.
In Breslau widmete er sich der Entwicklung der chemischen Industrie; so gründete er mit E. Kalmiz in Sorau die erste chemische Fabrik in Schlesien, dann eine eigene in Goldschmieden.
Löwig wird als anziehende Persönlichkeit geschildert, „ein ganzer Mann voll Kraft und Energie, von Liebenswürdigkeit und Anmuth, gewandt in allen Geschäften des Lebens und voll Interesse für alle Vorgänge der Zeit, ein eifriger Jünger der Kunst, namentlich der Musik“. So war er bis ins hohe Alter Vorstand des Breslauer Orchestervereins.
1881 gehörte er zu den Gründungsphilistern des Akademisch-Pharmaceutischen Vereins an der Universität Breslau, des späteren Corps Frisia Breslau.